# Llista de resolucions del Consell de Seguretat de les Nacions Unides 1 a la 100
Aquesta és una llista entre les resolucions 1 a 100 del Consell de Seguretat de les Nacions Unides aprovades entre el 25 de gener de 1946 i el 27 d'octubre de 1953.
| Resolució     | Data                   | Votació | Assumpte |
| ------------- | ---------------------- | --- | --- |
| Resolució 1   | 25 de gener de 1946    | Aprovada sense votació | Creació del Comitè d'Estat Major                                                                                          |
| Resolució 2   | 30 de gener de 1946    | 11–0–0 | Crisi iraniana de 1946 |
| Resolució 3   | 4 d'abril de 1946      | 9–0–0 (present sense votació: Austràlia; absent: URSS)                                                                                      | Tropes soviètiques a l'Iran                                                                                               |
| Resolució 4   | 29 d'abril de 1946     | 10–0–1 (abstenció: URSS) | Condemnant el règim franquista d'Espanya                                                                                  |
| Resolució 5   | 8 de maig de 1946      | 10–0–0 (absent: URSS) | Tropes soviètiques a l'Iran                                                                                               |
| Resolució 6   | 17 de maig de 1946     | 11–0–0 | Procediment per a l'admissió de nous membres                                                                              |
| Resolució 7   | 26 de juny de 1946     | La resolució va ser provada per parts, no va haver-hi votació del text íntegrament                                                          | Condemnant el règim franquista a Espanya, va continuar l'observació de la situació                                        |
| Resolució 8   | 29 d'agost de 1946     | 10–0–1 (abstenció: Austràlia) | Admissió de l'Afganistan, Islàndia i Suècia                                                                               |
| Resolució 9   | 15 d'octubre de 1946   | 11–0–0 | Jurisdicció de la Cort Internacional de Justícia                                                                          |
| Resolució 10  | 4 de novembre de 1946  | 11–0–0 | Determinant retirar l'observació del Consell d'Espanya                                                                    |
| Resolució 11  | 15 de novembre de 1946 | Aprovada sense votació | Suïssa i la Cort Internacional de Justícia                                                                                |
| Resolució 12  | 10 de desembre de 1946 | 11–0–0 (paràgrafs 1 i 2); "vot de la majoria" (paràgraf 3)                                                                                  | Tropes britàniques a Grècia                                                                                               |
| Resolució 13  | 12 de desembre de 1946 | 11–0–0 | Admissió de Siam (actualment Tailàndia)                                                                                   |
| Resolució 14  | 16 de desembre de 1946 | 9–0–2 (abstencions: URSS, Estats Units) | Durada dels membres electes i la rotació de la Presidència del Consell                                                    |
| Resolució 15  | 19 de desembre de 1946 | 11–0–0 | Violacions de les fronteres entre Grècia i Albània i entre Bulgària i Iugoslàvia                                          |
| Resolució 16  | 10 de gener de 1947    | 10–0–1 (abstenció: Austràlia) | Aprovació de l'Estatut del Territori lliure de Trieste                                                                    |
| Resolució 17  | 10 de febrer de 1947   | 9–0–2 (abstencions: Polònia, URSS) | Execucions de presoners polítics a Grècia, Albània, Bulgària i Iugoslàvia                                                 |
| Resolució 18  | 13 de febrer de 1947   | 10–0–1 (abstenció: URSS) | Creació d'una comissió relacionada a la regulació i reducció d'armament                                                   |
| Resolució 19  | 27 de febrer de 1947   | 8–0–3 (abstencions: Polònia, Síria, URSS)                                                                                                   | Incident del canal de Corfú                                                                                               |
| Resolució 20  | 10 de març de 1947     | 11–0–0 | Revisió del primer informe de la Comissió d'Energia Atòmica                                                               |
| Resolució 21  | 2 d'abril de 1947      | 11–0–0 | Fideïcomís de zones estratègiques: Illes alemanyes al Pacífic                                                             |
| Resolució 22  | 9 d'abril de 1947      | 8–0–2 (abstencions: Polònia, URSS; present sense votació: Regne Unit)                                                                       | Incidents del Canal de Corfú                                                                                              |
| Resolució 23  | 18 d'abril de 1947     | 9–0–2 (abstencions: Polònia, URSS) | Extensió i ampliació de la comissió relacionada a la "qüestió grega"                                                      |
| Resolució 24  | 30 d'abril de 1947     | 10–0–1 (abstenció: Austràlia) | Admissió d'Hongria |
| Resolució 25  | 23 de maig de 1947     | 10–0–1 (abstenció: Austràlia) | Admissió d'Itàlia |
| Resolució 26  | 4 de juny de 1947      | 11–0–0 | Procediment relacionat mbla Cort Internacional de Justícia                                                                |
| Resolució 27  | 1 d'agost de 1947      | Per convidar a Indonèsia: 8–0–3 (abstencions: França, Bèlgica, Regne Unit) Per convidar a les Filipines: 9–0–2 (abstencions: Polònia, URSS) | Revolució Nacional d'Indonèsia                                                                                            |
| Resolució 28  | 6 d'agost de 1947      | 10–0–1 (abstenció: URSS) | Subcomitè relacionat a la "qüestió grega"                                                                                 |
| Resolució 29  | 12 d'agost de 1947     | Admissió del Iemen, Pakistan: 11–0–0 Admissió de Bulgària, Hongria, Itàlia i Romania: 9–0–2 (abstencions: Polònia, URSS)                    | Admissió del Iemen, Pakistan, Bulgària, Hongria, Itàlia i Romania                                                         |
| Resolució 30  | 25 d'agost de 1947     | 7–0–4 (abstencions: Colòmbia, Polònia, URSS, Regne Unit)                                                                                    | Revolució Nacional d'Indonèsia                                                                                            |
| Resolució 31  | 25 d'agost de 1947     | 8–0–3 (abstencions: Polònia, Síria, URSS)                                                                                                   | Comitè relacionat a la resolució de la Revolució Nacional d'Indonèsia                                                     |
| Resolució 32  | 26 d'agost de 1947     | 10–0–1 (abstenció: Regne Unit) | Condemnant la violència contínua a Indonèsia                                                                              |
| Resolució 33  | 27 d'agost de 1947     | 10–0–1 (abstenció: Austràlia) | Revisió de les vistes de l'Assemblea General en les regles de procediment del Consell                                     |
| Resolució 34  | 15 de setembre de 1947 | 9–0–2 (abstencions: Polònia, URSS) | Exclusió de les disputes entre Grècia i Albània i entre Iugoslàvia i Bulgària de les qüestions del Consell                |
| Resolució 35  | 3 d'octubre de 1947    | 9–0–2 (abstencions: Polònia, URSS) | Programa de treball per al comitè relacionat a la revolució a Indonèsia                                                   |
| Resolució 36  | 1 de novembre de 1947  | 7–1–3 (en contra: Polònia; abstencions: Colòmbia, Síria, URSS)                                                                              | Anomenat a les parts involucrades a Indonèsia a implementar les resolucions prèvies                                       |
| Resolució 37  | 9 de desembre de 1947  | Aprovada sense votació | Procediment a la sol·licitud de nous membres                                                                              |
| Resolució 38  | 17 de gener de 1948    | 9–0–2 (abstencions: Ucraïna, URSS) | Conflicte del Caixmir entre Índia i Pakistan                                                                              |
| Resolució 39  | 20 de gener de 1948    | 9–0–2 (abstencions: Ucraïna, URSS) | Proposta per a la creació d'una comissió per al conflicte de Caixmir                                                      |
| Resolució 40  | 28 de febrer de 1948   | 8–0–3 (abstencions: Argentina, Ucraïna, URSS)                                                                                               | Vigilància de la situació a Indonèsia                                                                                     |
| Resolució 41  | 28 de febrer de 1948   | 7–0–4 (abstencions: Colòmbia, Síria, Ucraïna, URSS)                                                                                         | Elogiant la treva signada a Indonèsia                                                                                     |
| Resolució 42  | 5 de març de 1948      | 8–0–3 (abstencions: Argentina, Síria, Regne Unit)                                                                                           | Sol·licitant ser informat de la situació a Palestina                                                                      |
| Resolució 43  | 1 d'abril de 1948      | 11–0–0 | Sol·licitant representants relacionats a la situació a Palestina                                                          |
| Resolució 44  | 1 d'abril de 1948      | 9–0–2 (abstencions: Ucraïna, URSS) | Cridant a una sessió especial de l'Assemblea General relacionada amb Palestina                                            |
| Resolució 45  | 10 d'abril de 1948     | 10–0–1 (abstenció: Argentina) | Admissió de Birmània |
| Resolució 46  | 17 d'abril de 1948     | 9–0–2 (abstenció: Ucraïna, URSS) | Cridant a una fi de les hostilitats a Palestina                                                                           |
| Resolució 47  | 21 d'abril de 1948     | La resolució va ser provada per parts, no va haver-hi votació del text íntegrament                                                          | Ampliant la comissió relacionada al conflicte de Caixmir                                                                  |
| Resolució 48  | 23 d'abril de 1948     | 8–0–3 (abstencions: Colòmbia, Ucraïna, URSS)                                                                                                | Establiment de la Comissió de la Veritat per a Palestina                                                                  |
| Resolució 49  | 22 de maig de 1948     | 8–0–3 (abstencions: Síria, Ucraïna, URSS)                                                                                                   | Exigint un alto el foc en Palestina                                                                                       |
| Resolució 50  | 29 de maig de 1948     | La resolució va ser provada per parts, no va haver-hi votació del text íntegrament                                                          | Exigint la fi del conflicte a Palestina                                                                                   |
| Resolució 51  | 3 de juny de 1948      | 8–0–3 (abstencions: República de la Xina, Ucraïna, URSS)                                                                                    | Comissió relacionada al conflicte de Caixmir                                                                              |
| Resolució 52  | 22 de juny de 1948     | 9–0–2 (abstencions: Ucraïna, URSS) | Revisió del segon i tercer informe de la Comissió d'Energia Atòmica                                                       |
| Resolució 53  | 7 de juliol de 1948    | 8–0–3 (abstencions: Síria, Ucraïna, URSS)                                                                                                   | Sol·licitud urgent per perllongar la treva en Palestina                                                                   |
| Resolució 54  | 15 de juliol de 1948   | 7–1–3 (en contra: Síria; abstencions: Argentina, Ucraïna, URSS)                                                                             | Alto-el-foc en Palestina                                                                                                  |
| Resolució 55  | 29 de juliol de 1948   | 9–0–2 (Ucraïna, URSS) | Cridant a Indonèsia i a Països Baixos per implementar l'Acord de Renville                                                 |
| Resolució 56  | 19 d'agost de 1948     | La resolució va ser provada per parts, no va haver-hi votació del text íntegrament                                                          | Treva a Palestina |
| Resolució 57  | 18 de setembre de 1948 | 11–0–0 | Assassinat de Folke Bernadotte                                                                                            |
| Resolució 58  | 28 de setembre de 1948 | Aprovada sense votació | Suïssa i la Cort Internacional de Justícia                                                                                |
| Resolució 59  | 19 d'octubre de 1948   | Aprovada sense votació | Assassinat de Folke Bernadotte, resolucions prèvies sobre Palestina                                                       |
| Resolució 60  | 29 d'octubre de 1948   | Aprovada sense votació | Establiment de subcomitè a Palestina                                                                                      |
| Resolució 61  | 4 de novembre de 1948  | 9–1–1 (en contra: Ucraïna; abstenció: URSS)                                                                                                 | Treva i comitè a Palestina                                                                                                |
| Resolució 62  | 16 de novembre de 1948 | La resolució va ser provada per parts, no va haver-hi votació del text en el seu totalitat                                                  | Cridant a un armistici a Palestina                                                                                        |
| Resolució 63  | 24 de desembre de 1948 | 7–0–4 (abstencions: Bèlgica, França, Ucraïna, URSS)                                                                                         | Sol·licitant a un cessament d'hostilitats i l'alliberament de presoners polítics a Indonèsia                              |
| Resolució 64  | 28 de desembre de 1948 | 8–0–3 (abstencions: Bèlgica, França, Regne Unit)                                                                                            | Demandant als Països Baixos a alliberar presos polítics i al president d'Indonèsia                                        |
| Resolució 65  | 28 de desembre de 1948 | 9–0–2 (abstencions: Ucraïna, URSS) | Sol·licitant un reporti de la situació a Indonèsia                                                                        |
| Resolució 66  | 29 de desembre de 1948 | 8–0–3 (abstencions: Ucraïna, URSS, Estats Units)                                                                                            | Demandant la implementació de la Resolució 61 a Palestina                                                                 |
| Resolució 67  | 28 de gener de 1949    | La resolució va ser provada per parts, no va haver-hi votació del text íntegrament                                                          | Cridant a la creació dels 'Estats Units d'Indonèsia'                                                                      |
| Resolució 68  | 10 de febrer de 1949   | 9–0–2 (abstencions: Ucraïna, URSS) | Resolució de l'Assemblea General i la Comissió d'Armaments Convencionals                                                  |
| Resolució 69  | 4 de març de 1949      | 9–1–1 (en contra: Egipte; abstenció: Regne Unit)                                                                                            | Admissió d'Israel |
| Resolució 70  | 7 de març de 1949      | 8–0–3 (abstencions: Egipte, Ucraïna, URSS)                                                                                                  | Reportis relacionats al fideïcomís de zones estratègiques                                                                 |
| Resolució 71  | 27 de juny de 1949     | 9–0–2 (abstencions: Ucraïna, URSS) | Liechtenstein i la Cort Internacional de Justícia                                                                         |
| Resolució 72  | 11 d'agost de 1949     | Aprovada sense votació | Tributs a observadors militars en Palestina                                                                               |
| Resolució 73  | 11 d'agost de 1949     | 9–0–2 (abstencions: Ucraïna, URSS) | Acords de l'armistici en Palestina                                                                                        |
| Resolució 74  | 16 de setembre de 1949 | 9–0–2 (abstencions: Ucraïna, URSS) | Transferint les resolucions de la Comissió d'Energia Atòmica a l'Assemblea General                                        |
| Resolució 75  | 27 de setembre de 1949 | 7–1–3 (en contra: Ucraïna; abstencions: Cuba, Egipte, URSS)                                                                                 | Reemborsament per a les nacions assistint en les comissions a Indonèsia, Índia i Pakistan                                 |
| Resolució 76  | 5 d'octubre de 1949    | 9–1–1 (en contra: Ucraïna; abstenció: URSS)                                                                                                 | Cost futur dels observadors a Indonèsia                                                                                   |
| Resolució 77  | 11 d'octubre de 1949   | 9–0–2 (abstencions: Ucraïna, URSS) | Informe de la Comissió d'Armaments Convencionals i l'Assemblea General                                                    |
| Resolució 78  | 18 d'octubre de 1949   | 9–0–2 (abstencions: Ucraïna, URSS) | Informe de la Comissió d'Armaments Convencionals i l'Assemblea General                                                    |
| Resolució 79  | 17 de gener de 1950    | 9–0–0 (present sense votació: Iugoslàvia; absent: URSS)                                                                                     | Comissió d'Armaments Convencionals i l'Assemblea General                                                                  |
| Resolució 80  | 14 de març de 1950     | 8–0–2 (abstencions: Índia, Iugoslàvia; absent: URSS)                                                                                        | Elogiant a Índia, Pakistan i Caixmir per acords d'alto-el-foc                                                             |
| Resolució 81  | 24 de maig de 1950     | 10–0–0 (absent: URSS) | Resolució 258 de l'Assemblea General                                                                                      |
| Resolució 82  | 25 de juny de 1950     | 9–0–1 (abstenció: Iugoslàvia; absent: URSS)                                                                                                 | Guerra de Corea |
| Resolució 83  | 27 de juny de 1950     | 7-1-0 (en contra: Iugoslàvia; presents sense votació: Egipte, Índia, absent: URSS)                                                          | Anomenat a un cessament de les activitats a Corea                                                                         |
| Resolució 84  | 7 de juliol de 1950    | 7–0–3 (abstencions: Egipte, Índia, Iugoslàvia; absent: URSS)                                                                                | Assistència a Corea del Sud, determinant que Corea del Nord va trencar la pau                                             |
| Resolució 85  | 31 de juliol de 1950   | 9–0–1 (abstenció: Iugoslàvia; absent: URSS)                                                                                                 | Sol·licitud per recolzar al Comandament de les Nacions Unides a Corea                                                     |
| Resolució 86  | 26 de setembre de 1950 | 10–0–1 (abstenció: República de la Xina) | Admissió d'Indonèsia |
| Resolució 87  | 29 de setembre de 1950 | 7-3-1 (en contra: República de la Xina, Estats Units, Cuba; abstenció: Egipte)                                                              | Declaració per la República Popular de la Xina per una invasió de Taiwan                                                  |
| Resolució 88  | 8 de novembre de 1950  | 8-2-1 (en contra: República de la Xina, Cuba; abstenció: Egipte)                                                                            | Convocant a un representant de la República Popular de la Xina per estar present en la discussió sobre la Guerra de Corea |
| Resolució 89  | 17 de novembre de 1950 | 9–0–2 (abstencions: Egipte, URSS) | Queixes sobre l'expulsió de palestins                                                                                     |
| Resolució 90  | 31 de gener de 1951    | 11–0–0 | Exclusió de la Guerra de Corea de l'agenda del Consell                                                                    |
| Resolució 91  | 30 de març de 1951     | 8–0–3 (abstencions: Índia, URSS, Iugoslàvia)                                                                                                | Renúncia del representant de les Nacions Unides per a Índia i Pakistan i nou nomenament                                   |
| Resolució 92  | 8 de maig de 1951      | 10–0–1 (abstenció: URSS) | Cridant a un alto-el-foc a Palestina                                                                                      |
| Resolució 93  | 18 de maig de 1951     | 10–0–1 (abstenció: URSS) | Acord d'Armistici General a Orient Mitjà                                                                                  |
| Resolució 94  | 29 de maig de 1951     | 11–0–0 | Defunció i elecció de jutge de la Cort Internacional de Justícia                                                          |
| Resolució 95  | 1 de setembre de 1951  | 8–0–3 (abstencions: República de la Xina, Índia, URSS)                                                                                      | Condemnant a Egipte i la crisi del Canal de Suez                                                                          |
| Resolució 96  | 10 de novembre de 1951 | 9–0–2 (abstencions: Índia, URSS) | Declaració per Índia i Pakistan per a un assentament pacífic a Caixmir                                                    |
| Resolució 97  | 30 de gener de 1952    | No es van donar detalls de la votació | Dissolent la Comissió d'Armaments Convencionals                                                                           |
| Resolució 98  | 23 de desembre de 1952 | 9–0–1 (abstenció: URSS; present sense votació: Pakistan)                                                                                    | Cridant a negociacions entre Índia i Pakistan                                                                             |
| Resolució 99  | 12 d'agost de 1953     | Aprovada sense votació | Renuncia i elecció de jutge de la Cort Internacional de Justícia                                                          |
| Resolució 100 | 27 d'octubre de 1953   | 11–0–0 | Suspensió de treball a la zona desmilitaritzada en Palestina                                                              |